# Kapitan Żbik
Kapitan Żbik – seria polskich komiksów, których głównym bohaterem był Jan Żbik, kapitan Milicji Obywatelskiej. Ukazywała się pierwotnie w latach 1968–1982. W 2006 roku ukazała się kontynuacja serii pt. Komisarz Żbik, której bohaterem jest komisarz Michał Żbik, wnuk Jana.

## O serii
W latach 1967–1982 w ramach tej serii ukazały się 53 zeszyty, wszystkie nakładem Wydawnictwa „Sport i Turystyka”, w łącznej liczbie ponad 11 milionów egzemplarzy. Pomysłodawcą serii i twórcą postaci kapitana Żbika był Władysław Krupka. Komiksy o Żbiku były pierwszymi komercyjnymi w dorobku Grzegorza Rosińskiego, najwięcej – 27 części – narysował Jerzy Wróblewski, który jest dotąd twórcą największej liczby wydanych oficjalnie komiksów w Polsce. Scenariusze do serii pisały m.in. dziennikarki „Polityki” Wanda Falkowska i Barbara Seidler, autorka poczytnych tzw. powieści milicyjnych Anna Kłodzińska. W resortowych konkursach na scenariusz startował też Leszek Moczulski, w latach 70. dziennikarz tygodnika „Stolica”.
Genezą serii było przekonanie szefostwa MO, że potrzebne jest przybliżenie młodzieży pracy milicji.
W 1967 r. generał Tadeusz Pietrzak, komendant Milicji Obywatelskiej, stwierdził, że trzeba poprawić wizerunek milicji w oczach młodego pokolenia. Posługując się przystępną formą pokazać jak trudna i niebezpieczna jest taka robota. Na Bazarze Różyckiego pokazały się wtedy komiksy (...). Komiksy były nowością, która spotkała się z entuzjastycznym przyjęciem
– wspominał w wywiadzie prasowym Władysław Krupka. Kolorowe zeszyty zdobyły wielu czytelników, których początkowo przyciągała atrakcyjna forma i treść, później coraz silniej po prostu zżycie się z głównym bohaterem i chęć śledzenia jego perypetii. Piętnaście lat później na zawieszenie serii miało wpływ wyczerpywanie się formuły wychowywania młodzieży poprzez lekturę komiksu, wobec rozwoju kultury masowej i zmian społecznych oraz rozdźwięk między propagandową misją a dość powszechną negatywną oceną milicji przez społeczeństwo w kontekście stanu wojennego.
W 1982 Mijał rok od wprowadzenia stanu wojennego. Całkowicie zmieniło się nastawienie dowództwa. Generał Józef Beim, komendant MO, powiedział, że młodzież wcale nie musi kochać milicji. Musi ją szanować. Musi się jej bać. Zabrakło też po prostu na „Żbika” pieniędzy. Zakończenie druku wywołało duże zaskoczenie. Mówiliśmy, że będziemy go robili z powrotem za dwa, trzy lata. Kiedy wydawnictwo podniesie się trochę z finansowego dołka
– wyjaśniał Krupka. Oficjalne wznowienie nastąpiło po 24 latach, kiedy nowe komiksy o Żbiku zaczęło wydawać wydawnictwo Mandragora. Głównym bohaterem nowej serii noszącej oficjalną nazwę Komisarz Żbik miał być komisarz policji Michał Żbik, wnuk słynnego kapitana.

### Zawartość
Każdy zeszyt zawierał 32-stronicową historię. Sprawy prowadzone przez Żbika miały najróżniejszy charakter. Od klasycznych śledztw w sprawach morderstw (zeszyt Kryształowe okruchy), kradzieży („Złoty” Mauritius), czy porwań (Gdzie jest jasnowłosa?) do spraw o charakterze szpiegostwa gospodarczego (Wodorosty i pasożyty) i wojskowego (Tajemniczy nurek). Rozgrywały się na terenie Polski, jeśli akcja przenosiła się za granicę to najczęściej do tzw. demoludów, epizodycznie również do RFN (np. pięciozeszytowa miniseria rozpoczynająca się Zapalniczką z pozytywką). Stricte wychowawczy charakter serii realizowały te zeszyty, w których kapitan np. incognito był nauczycielem WF w szkole (Wyzwanie dla silniejszego), lub prowadził śledztwo zahaczające o środowisko gitowców (SP-139-WA zaginął!). Wiele spraw, którymi zajmował się Żbik, było przez dzieci inicjowanych (np. w zeszycie Kto zabił Jacka? rodzeństwo pisze list do kapitana, chcąc zainteresować go działalnością kłusowników).
Na drugiej stronie okładki drukowany był list od kapitana Żbika do młodych czytelników, tytułowanych Drogimi Przyjaciółmi. Listy były najbardziej wychowawczym elementem każdego zeszytu: kapitan napominał aby być praworządnym, przestrzegać zasad dobrego wychowania, angażować się w życie społeczne. Dla przykładu odwoływał się do własnej biografii. Aby czytelnikom umożliwić kontakt z redakcją podany został adres, na który można było pisać listy do kapitana (Warszawa, ul. Puławska 150, pokój 342).
Trzecią stronę okładki zajmował jednostronicowy komiks Za ofiarność i odwagę o zwykłych ludziach, odznaczonych tym medalem za ratowanie życia innych. Tył okładki zajmowała zapowiedź kolejnego zeszytu oraz odcinek Kroniki MO. Jeżeli główny komiks zajmował 31 stron, dodatkową stronę przeznaczano na prezentację cyklu Nauka i technika w służbie MO lub rysunkowego kursu sztuki samoobrony jiu-jitsu.
Stały układ: komiks – list – Za ofiarność... – Kronika MO – teksty oświatowe, nadawał zeszytom ze Żbikiem pożądany przez mocodawców serii charakter wychowawczego magazynu komiksowego, bardziej niż klasycznego seryjnego komiksu, skupionego tylko na przygodach bohatera.

## Bohater
Doszliśmy do wniosku, że dla bohatera, którego zamierzaliśmy powołać do życia kapitan byłby najlepszym stopniem służbowym. To już bardzo przyzwoita szarża, a jednocześnie taki oficer może być jeszcze młody, a już dojrzały. (...) Oryginalnego wzoru nie mieliśmy. Postanowiliśmy dopasować fizjonomię najprzystojniejszego oficera. (...) Natomiast osobowość Żbika to połączenie cech wielu oficerów, których znałem i z którymi współpracowałem
– wyjaśnił okoliczności „narodzin” Żbika Krupka. Nazwisko bohatera miało budzić skojarzenia z cechami żbika, takimi jak drapieżność i zwinność; przypadkowo stało się również nawiązaniem do przedwojennej postaci inspektora Policji Państwowej Bernarda Żbika z powieści Adama Nasielskiego.
Dzięki wspomnieniom Żbika zawartym w listach do czytelników można ułożyć w miarę dokładną biografię kapitana (np. że urodził się w 1937, a milicjantem został ponieważ w dzieciństwie milicjanci uratowali mu życie, gdy przypadkiem wyśledził ukrywającego się po wojnie SS-mana). W fabule komiksów Żbik odgrywa główną rolę, ale jako bohater pozostaje nieokreślony. Nie ma życia prywatnego, nie prezentuje żadnych poglądów, zdradza tylko nałóg nikotynowy (pali niemal w każdym odcinku; dzięki precyzji rysunków Bogusława Polcha dostrzec można, że były to papierosy Caro). Wynikało to ze świadomego zabiegu, aby Żbik prezentował pewne postawy i wzorce, a nie wypełniał sobą treść historii.
Postanowiliśmy stworzyć bohatera jednoznacznie dobrego. Faktycznie wyszła z tego postać nieco oficjalna i dziś żałuję, że nie uczyniliśmy go bardziej zwyczajnym. Bardzo często zastanawialiśmy się na przykład, czy Żbik nie powinien założyć rodziny albo chociaż mieć dziewczynę
– mówił Władysław Krupka, autor wszystkich listów do Drogich Przyjaciół. W zeszycie Granatowa Cortina Żbik awansował na stopień majora. I jako major pożegnał się z Czytelnikami w Smutnym finale, zapowiadając przerwę w wydawaniu kolorowych zeszytów z uwagi na swoje przejście do innej odpowiedzialnej służby.

### Współpracownicy
W komiksie przełożonym Żbika jest pułkownik Czeladka. Do grona jego współpracowników należą w różnych okresach panie porucznik: Ola (Aleksandra Malicka), Marzena i Iwona oraz porucznik Michał (awansuje na kapitana, gdy Żbik zostaje majorem). W Jaskini zbójców pracuje razem z kpt. Ulfem Jakobsenem, kolegą po fachu z duńskiej policji.
Przedstawienie kolektywnej pracy milicjantów miało również niebagatelny wydźwięk propagandowy, niedwuznacznie sugerując, że socjalistyczne społeczeństwo może prawidłowo funkcjonować jedynie przy zaangażowaniu się każdej jednostki w imię nadrzędnej idei. Stanisław Barańczak zauważył, że przedstawianie stróżów prawa w takim kontekście jest wyróżniającą cechą polskich powieści kryminalnych:
Konieczna obecność milicji w powieści sprawia, że świat przedstawiony w tej ostatniej nie jest nigdy światem zamkniętym, (...) milicjant ma przecież swoich zwierzchników, od których otrzymuje wytyczne, sam musi składać im raporty, jego poczynaniom towarzyszą równoległe akcje dziesiątków i setek współpracowników. Działanie milicji nie jest bowiem nigdy działaniem odizolowanej jednostki, ale działaniem całego aparatu, który jednostka reprezentuje.

## Fenomen kapitana Żbika
Serię przyjęło się również nazywać Kolorowymi zeszytami (od lansowanego oficjalnie synonimu nazwy komiks) lub po prostu Żbikami. W opinii krytyka i recenzenta „Gazety Wyborczej” Wojciecha Orlińskiego:
Żbik to najbardziej udana kreacja milicjanta w peerelowskiej popkulturze. Nie ma w nim chamstwa Borewicza, ani fajtłapowatości kapitana Sowy. Żbik – zwłaszcza rysowany przez Rosińskiego – miał w sobie skromną elegancję PRL-owskiego inteligenta, nienaganną, ale pozbawioną ekstrawagancji. Żbik stoi na straży prawa, ale nie waha się go łamać w dobrej wierze – np. w komiksie „Porwanie” nielegalnie przekracza granicę, gdy wymaga tego sprawa. Choć otaczają go piękne kobiety (zwłaszcza porucznik Ola), Żbik jest zbyt pochłonięty swoją pracą, by mieć jakiekolwiek życie osobiste.
Serii udało się spełnić podstawowe założenie: była dla młodych czytelników źródłem informacji o MO, wskazówką, jak postępować w życiu, wskazówką przy wyborze drogi zawodowej kariery. Świadczy o tym treść listów nadsyłanych do pokoju 342 przy ulicy Puławskiej 150, które cytował Żbik – dając konkretne porady co trzeba zrobić, by wstąpić do MO, jak postępować w przypadku dostrzeżenia łamania prawa.
W kulturze masowej pokolenie wychowane na przygodach kapitana daje świadectwo pamięci o swoim bohaterze. W jednej ze scen komedii kryminalnej Chłopaki nie płaczą Olafa Lubaszenki, Oskar, bohater filmu, referuje swojej przyjaciółce treść zeszytu Zapalniczka z pozytywką. Parodystycznie o takiej fascynacji komiksową postacią opowiada piosenka Kapitan Żbik z debiutanckiego albumu zespołu Big Cyc. Z kolei w odcinku sitcomu Świat według Kiepskich „Tajemnicza historia” Paździoch do wyjaśnienia sprawy tajemniczego dusiciela wynajmuje policjanta o nazwisku Żbik, na co Walduś sarkastycznie pyta, czy to ten z „tego komiksariatu”. W jednym odcinku komiksu Jeż Jerzy podstarzały Żbik zostaje nasłany przez generalnego inspektora policji (będącego jego fanem od dzieciństwa) do schwytania tytułowego bohatera.
Typowym przykładem zjawiska określanego mianem fan art były wydane w 2002 dwa albumy komiksowe I co dalej kapitanie? oraz Wesoły finał, w których młodzi twórcy przedstawiali swoje wariacje rysunkowe na temat dalszych losów kapitana lub alternatywne wersje jego życiorysu. Była to również jedna z niewielu prób zdyskontowania popularności kapitana w wymiarze materialnym. Wokół Żbika nie rozwinął się przemysł pamiątkarski, co było dość oczywiste w PRL, a w XXI wieku może być podyktowane skomplikowaną kwestią praw autorskich do postaci czy wydanych komiksów. Pierwsze części przygód kapitana na kolekcjonerskich giełdach czy w internetowych serwisach aukcyjnych z reguły osiągają ceny nawet kilkuset złotych.
W 2020 roku na deskach Teatru Syrena w Warszawie wystawiono musical Kapitan Żbik i żółty saturator w reżyserii Wojciecha Kościelniaka na 75-lecie teatru. W rolę Żbika wcielił się Łukasz Szczepanik. W czerwcu 2023 roku Andrzej Saramonowicz ogłosił, że ruszyły zdjęcia do reżyserowanej przez niego ekranizacji komiksu pt. Grzech to za mało, a w rolę Żbika miał wcielić się Grzegorz Małecki. Jednak wkrótce Saramonowicz zdementował poprzednie informacje, mówiąc że to był jego żart z okazji urodzin Małeckiego.

## Wydane komiksy ze Żbikiem

### W prasie
| Tytuł                            | Scenariusz       | Rysownik                                                              | Gazeta                                                | Rok wydania    |
| -------------------------------- | ---------------- | --------------------------------------------------------------------- | ----------------------------------------------------- | -------------- |
| Pięć błękitnych goździków        | Władysław Krupka | Zbigniew Sobala                                                       | „Kurier Szczeciński” „Wieczór Wrocławia”              | 1967/1968 1968 |
| Dziękuję kapitanie               | Władysław Krupka | Zbigniew Sobala                                                       | „Wieczór Wrocławia” „Słowo Ludu” „Gazeta Białostocka” | 1968 1968      |
| Gdzie jest Wybrzeże w Pourville? | Władysław Krupka | Bogusław Polch tusz, kolor, liternictwo, korekta; Wojciech Bem ołówek | „Bezpłatny Tygodnik Poznański”                        | 2003–2004      |

### Kapitan Żbik– pierwsza seria i jej wznowienia
W latach 1967–1982 ukazały się 53 zeszyty:
| Tytuł                               | I wydanie | II wydanie | III wydanie | IV wydanie | V wydanie | VI wydanie | Rysownik              | Scenariusz                                          |
| ----------------------------------- | --------- | ---------- | ----------- | ---------- | --------- | ---------- | --------------------- | --------------------------------------------------- |
| Ryzyko (1)                          | 1968      | 2014       |             |            |           |            | Zbigniew Sobala       | Romuald Teyszerski, Krzysztof Pol, Władysław Krupka |
| Ryzyko (2)                          | 1968      | 2014       |             |            |           |            | Zbigniew Sobala       | Romuald Teyszerski, Krzysztof Pol, Władysław Krupka |
| Ryzyko (3)                          | 1968      | 2015       |             |            |           |            | Zbigniew Sobala       | Romuald Teyszerski, Krzysztof Pol, Władysław Krupka |
| Dziękuję, kapitanie                 | 1969      | 2015       |             |            |           |            | Jan Rocki             | Zbigniew Safjan, Władysław Krupka                   |
| Diadem Tamary                       | 1969      | 2018       |             |            |           |            | Grzegorz Rosiński     | Zbigniew Bryczkowski                                |
| Wzywam 0-21                         | 1969      | 2015       | 2019        |            |           |            | Zbigniew Sobala       | Władysław Krupka, Krzysztof Pol                     |
| Śledzić Fiata 03-17 WE              | 1970      | 2015       |             |            |           |            | Mieczysław Wiśniewski | Ryszard Doński                                      |
| Tajemnica ikony                     | 1970      | 2018       |             |            |           |            | Grzegorz Rosiński     | Stanisław Szczepaniak                               |
| Kryształowe okruchy                 | 1970      | 2015       |             |            |           |            | Zbigniew Sobala       | Anna Kłodzińska, Jan Tomaszewski                    |
| Zapalniczka z pozytywką (1)         | 1970      | 1974       | 2019        |            |           |            | Grzegorz Rosiński     | Władysław Krupka                                    |
| Spotkanie w „Kukerite” (2)          | 1970      | 1974       | 2019        |            |           |            | Grzegorz Rosiński     | Władysław Krupka                                    |
| Podwójny mat (3)                    | 1970      | 1974       | 2019        |            |           |            | Grzegorz Rosiński     | Władysław Krupka                                    |
| Porwanie (4)                        | 1971      | 1974       | 2019        |            |           |            | Grzegorz Rosiński     | Władysław Krupka                                    |
| Błękitna serpentyna (5)             | 1971      | 1974       | 2020        |            |           |            | Grzegorz Rosiński     | Władysław Krupka                                    |
| Kocie oko                           | 1971      | 2016       |             |            |           |            | Zbigniew Sobala       | Stanisław Szczepaniak                               |
| Czarna Nefretete                    | 1971      | 2022       |             |            |           |            | Grzegorz Rosiński     | Anna Kłodzińska, Jan Tomaszewski                    |
| „Złoty” Mauritius                   | 1971      | 1980       | 2002        | 2008       | 2016      |            | Bogusław Polch        | Władysław Krupka                                    |
| Czarny parasol (1)                  | 1971      | 2016       |             |            |           |            | Andrzej Kamiński      | Zbigniew Gabiński                                   |
| Studnia (2)                         | 1971      | 2016       |             |            |           |            | Andrzej Kamiński      | Zbigniew Gabiński                                   |
| Strzał przed północą                | 1971      | 2017       |             |            |           |            | Zbigniew Sobala       | Władysław Krupka                                    |
| Człowiek za burtą (1)               | 1972      | 2022       |             |            |           |            | Grzegorz Rosiński     | Władysław Krupka                                    |
| Gotycka komnata (2)                 | 1972      | 2022       |             |            |           |            | Grzegorz Rosiński     | Władysław Krupka                                    |
| Nocna wizyta (1)                    | 1972      | 1980       | 2002        | 2008       | 2017      |            | Bogusław Polch        | Władysław Krupka                                    |
| Wąż z rubinowym oczkiem (2)         | 1972      | 1980       | 2002        | 2008       | 2017      |            | Bogusław Polch        | Władysław Krupka                                    |
| Pogoń za lwem (3)                   | 1972      | 1980       | 2002        | 2008       | 2017      |            | Bogusław Polch        | Władysław Krupka                                    |
| Salto śmierci (4)                   | 1972      | 1982       | 2002        | 2008       | 2017      |            | Bogusław Polch        | Władysław Krupka                                    |
| Skoda TW 6163                       | 1973      | 2022       |             |            |           |            | Grzegorz Rosiński     | Jerzy Bednarczyk, Zbigniew Gabiński                 |
| Wieloryb z peryskopem (1)           | 1973      | 1978       | 2017        |            |           |            | Jerzy Wróblewski      | Władysław Krupka                                    |
| Wiszący rower (2)                   | 1973      | 1978       | 2018        |            |           |            | Jerzy Wróblewski      | Władysław Krupka                                    |
| Tajemniczy nurek (3)                | 1973      | 1978       | 2018        |            |           |            | Jerzy Wróblewski      | Władysław Krupka                                    |
| Na zakręcie (1)                     | 1973      | 1981       | 2002        | 2008       | 2018      | 2022       | Bogusław Polch        | Władysław Krupka                                    |
| Niewygodny świadek (2)              | 1975      | 1981       | 2002        | 2008       | 2018      |            | Bogusław Polch        | Władysław Krupka                                    |
| Dwanaście kanistrów (1)             | 1974      | 2018       | 2024        |            |           |            | Jerzy Wróblewski      | Władysław Krupka                                    |
| Zakręt śmierci (2)                  | 1974      | 2018       | 2024        |            |           |            | Jerzy Wróblewski      | Władysław Krupka                                    |
| W pułapce (3)                       | 1974      | 2019       | 2024        |            |           |            | Jerzy Wróblewski      | Władysław Krupka                                    |
| Kryptonim „Walizka”                 | 1975      | 1978       | 2020        |            |           |            | Jerzy Wróblewski      | Zbigniew Gabiński                                   |
| Gdzie jest jasnowłosa?              | 1975      | 1978       | 2020        |            |           |            | Jerzy Wróblewski      | Wanda Falkowska, Barbara Seidler                    |
| SP-139-WA zaginął!                  | 1975      | 1978       | 2021        |            |           |            | Jerzy Wróblewski      | Jerzy Bednarczyk                                    |
| Wyzwanie dla silniejszego           | 1975      | 1978       | 2021        |            |           |            | Jerzy Wróblewski      | Wanda Falkowska, Barbara Seidler                    |
| Wodorosty i pasożyty (1)            | 1976      | 1977       | 2021        |            |           |            | Jerzy Wróblewski      | Jerzy Bednarczyk, Zbigniew Gabiński                 |
| Wodorosty i pasożyty (2)            | 1976      | 1978       | 2021        |            |           |            | Jerzy Wróblewski      | Jerzy Bednarczyk, Zbigniew Gabiński                 |
| Jaskinia zbójców                    | 1976      | 1981       | 2023        |            |           |            | Jerzy Wróblewski      | Stanisław Milc                                      |
| Kto zabił Jacka? (1)                | 1976      | 1979       | 2023        |            |           |            | Jerzy Wróblewski      | Władysław Krupka                                    |
| Tajemnicze światło (2)              | 1977      | 1980       | 2023        |            |           |            | Jerzy Wróblewski      | Władysław Krupka                                    |
| W potrzasku (3)                     | 1977      | 1980       | 2024        |            |           |            | Jerzy Wróblewski      | Władysław Krupka                                    |
| Zerwana sieć                        | 1977      | 1981       | 2024        |            |           |            | Jerzy Wróblewski      | Stanisław Milc                                      |
| Granatowa cortina (1)               | 1978      | 2024       |             |            |           |            | Jerzy Wróblewski      | Władysław Krupka                                    |
| Skok przez trzy granice (2)         | 1979      | 2024       |             |            |           |            | Jerzy Wróblewski      | Władysław Krupka                                    |
| Zatrzymać niebieskiego fiata (3)    | 1980      | 2025       |             |            |           |            | Jerzy Wróblewski      | Władysław Krupka                                    |
| „St. Marie” wychodzi w morze... (1) | 1982      | 2025       |             |            |           |            | Jerzy Wróblewski      | Władysław Krupka                                    |
| Nie odebrany telegram (2)           | 1982      | 2025       |             |            |           |            | Jerzy Wróblewski      | Władysław Krupka                                    |
| Ślady w lesie (3)                   | 1982      |            |             |            |           |            | Jerzy Wróblewski      | Władysław Krupka                                    |
| Smutny finał (4)                    | 1982      |            |             |            |           |            | Jerzy Wróblewski      | Władysław Krupka                                    |

Akcja zeszytów Nocna wizyta, Wąż z rubinowym oczkiem, Pogoń za lwem i Salto śmierci pokrywa się z piętnastym odcinkiem serialu 07 Zgłoś się pt. Skok śmierci.

### Komisarz Żbik– druga seria
W pierwszej dekadzie XXI wieku wydawnictwo Mandragora zapowiedziało czterozeszytową mini-serię, której publikacja zakończyła się na jednym zeszycie.
| Tytuł                  | Rysownik          | Scenariusz       | Rok wydania |
| ---------------------- | ----------------- | ---------------- | ----------- |
| Kim jest „Biała Mewa”? | Michał Śledziński | Władysław Krupka | 2006        |

### Poza serią i wydawnictwa nieoficjalne
| Tytuł                         | Wydawca                                      | Rok wydania | Zawartość |
| ----------------------------- | -------------------------------------------- | ----------- | --- |
| Pięć błękitnych goździków     | Wydawnictwo „Kultura kolekcjonera”           | 2001        | Pięć błękitnych goździków i Dziękuję kapitanie – historie opublikowane w prasie w 1968.                                                                                  |
| I co dalej kapitanie?         | Wydawnictwo „Kultura Wesołych Podskakiwaczy” | 2002        | 18 kilkuplanszowych historii: wariacje na temat losów kapitana Żbika po zakończeniu publikowania oficjalnych komiksów z nim, alternatywne wersje życiorysu bohatera itp. |
| Wesoły finał                  | Wydawnictwo „Kultura Wesołych Podskakiwaczy” | 2002        | 22 krótkie historie, tematyka jw. |
| Tajemnica „Plaży w Pourville” | Wydawnictwo „Kultura Gniewu”                 | 2013        | Historia stworzona przez twórców oryginalnej serii: Władysława Krupkę i Bogusława Polcha.                                                                                |

### Wznowienie przez Wydawnictwo Ongrys
We wrześniu 2014 roku nakładem wydawnictwa Ongrys ukazało się nowe wydanie zeszytu Ryzyko cz. 1. Wydawnictwo zamierza wydać wznowienia całej serii, jednak uzależnione to będzie od tego, czy uda się wykupić prawa autorskie od poszczególnych autorów.
Jak na razie wydawnictwo wydało: Ryzyko cz. 1 (IX 2014), Ryzyko cz. 2 (XI 2014), Ryzyko cz. 3 (I 2015), Śledzić fiata 03-17WE (III 2015), Dziękuję kapitanie (VI 2015), Wzywam 0-21 (VII 2015), Kryształowe okruchy (X 2015), Pięć błękitnych goździków (XII 2015), Kocie oko (III 2016) „Złoty” Mauritius (VIII 2016) oraz Strzał przed północą (II 2017). W latach 2017–2018 wydano pozostałe numery z rysunkami Bogusława Polcha.
Ze względu na prawa autorskie zdjęcie z okładki zeszytu Wzywam 0-21 zostało w najnowszym wydaniu z roku 2015 zastąpione ilustracją Anny Heleny Szymborskiej. W roku 2018 wydawnictwo Ongrys wydało jednak ten tytuł w wersji ze zdjęciem na okładce. Zeszyt oznaczony został jako wydanie drugie podobnie jak ten z okładką „zastępczą” wydany w roku 2015. Tytuł ten pojawił się ponownie w roku 2019 jako wydanie trzecie, w trzech wersjach okładkowych. Dwie alternatywne wykonane pierwotnie przez Zbigniewa Sobalę jako okładki do książek i trzecia z ilustracją Anny Heleny Szymborskiej, ze zmienionym tyłem okładki (jest zapowiedź kolejnego zeszytu, a nie informacja „dotychczas ukazały się...”). Wznowienie zeszytu Wzywam 0-21 posiada rekordową liczbę sześciu różnych okładek. Zeszyt Pięć błękitnych goździków został wydany w trzech wersjach, jedna ma okładkę stworzoną przez Rafała Szłapę, druga – Daniela Grzeszkiewicza, trzecia jest biała (w środku zmieniony układ kadrów).
W 2018 roku ogłoszono, że zostaną wznowione zeszyty narysowane przez Grzegorza Rosińskiego, przygotowane na podstawie oryginalnych plansz będących w posiadaniu Rosińskiego. W 2018 roku wydano: Diadem Tamary i Tajemnice ikony, a w latach 2019–2020 5-częściową Zapalniczkę z pozytywką.
W 2020 roku wydawnictwo Ongrys wydało 1. tom wydania zbiorczego Kapitana Żbika zbierającego 9 pierwszych zeszytów głównej serii i komiksy prasowe. W 2024 roku został wydany 2. tom wydania zbiorczego zbierający kolejne jedenaście zeszytów serii